# Skær
 For alternative betydninger, se Skær (flertydig). (Se også artikler, som begynder med Skær)
Et skær er en ø eller en småø (holm) bestående af sten. Ofte består øen af klippe. De fleste skær findes i Norge og Sverige. Flere skær betegnes også som en skærgård.
| Geografi/geologi | Spire Denne artikel om geografi er en spire som bør udbygges. Du er velkommen til at hjælpe Wikipedia ved at udvide den. |